# Zeitzonen in Australien

Zeitzonen in Australien (mit Sommerzeit)

Zeitzonen gibt es in Australien seit den 1890er Jahren, als die damaligen Kolonien eine jeweilige Standardzeit definierten. Vorher konnten die einzelnen Orte ihre jeweilige Lokalzeit als Local Mean Time bestimmen.
Der kontinentale Teil des Landes hat drei Zeitzonen: eine westliche (UTC+8), eine zentrale (UTC+9:30) und eine östliche (UTC+10).
Daneben haben die Außeninseln größtenteils eigene Zeitzonen.
Die Eigennamen der Zeitzonen variieren. Im internationalen Kontext werden sie meist Westaustralische Normalzeit (Australian Western Standard Time, AWST), Zentralaustralische Normalzeit (Australian Central Standard Time, ACST) und Ostaustralische Normalzeit (Australian Eastern Standard Time, AEST) genannt. Im Inland wird die Bezeichnung „Australian“ meist weggelassen.
Die Bundesstaaten und Territorien im Süden und Südosten des Landes verwenden eine Sommerzeit, nicht aber Western Australia, das Northern Territory und Queensland.
Die Standardisierung der Zeit in Australien begann 1892, als sich Landvermesser aus allen australischen Kolonien in Melbourne zur Intercolonial Conference of Surveyors versammelten. Die Delegierten akzeptierten die Empfehlung der Internationalen Meridiankonferenz von 1884, Greenwich Mean Time (GMT) als Basis für Zeitzonen mit stundenweisen Unterschieden zu dieser zu nehmen. 1895 traten in allen Kolonien entsprechende Gesetze in Kraft. South Australia hatte ursprünglich UTC+9 als Zeitzone genommen, änderte dies jedoch 1899 in UTC+9:30.
Bei der Bildung neuer Territorien (Northern Territory und Australian Capital Territory) wurde die Zugehörigkeit der Gebiete zur jeweiligen Zeitzone nicht verändert.

## Standardzeitzonen

Australische Standardzeitzonen

### Bundesstaaten und Territorien

#### Westaustralische Normalzeit (AWST) – UTC+8
- Western Australia

#### Zentralaustralische Normalzeit (ACST) – UTC+9:30
- South Australia
- Northern Territory

#### Ostaustralische Normalzeit (AEST) – UTC+10
- Queensland
- New South Wales
- Australian Capital Territory
- Victoria
- Tasmanien

### Außengebiete
Australiens Außengebiete haben zumeist ihre eigene Zeitzonen.  
| Außengebiet              | Standardzeit | Sommerzeit |
| ------------------------ | ------------ | ---------- |
| Heard und McDonaldinseln | UTC+5        | keine      |
| Kokosinseln              | UTC+6:30     | keine      |
| Weihnachtsinsel          | UTC+7        | keine      |
| Lord-Howe-Insel          | UTC+10:30    | UTC+11     |
| Norfolkinsel             | UTC+11       | keine      |

Im international nicht anerkannten  australischen Antarktis-Territorium wird – je nach Station – UTC+6, UTC+7 oder UTC+8 verwendet.

### Anomalien
Die Stadt Broken Hill (bzw. der zugehörige Katasterbezirk Yancowinna County) im äußersten Westen von New South Wales hat dieselbe Zeit wie South Australia. 
Einige Siedlungen am Eyre Highway (namentlich Eucla, Caiguna, Cocklebiddy, Madura, Mundrabilla und Border Village, sowie die benachbarten Pastoral Stations) in der südöstlichsten Ecke von Western Australia verwenden inoffiziell UTC+8:45, was in der Mitte zwischen westlicher und zentraler Zeitzone liegt. Auch eine Sommerzeit wird in diesem Gebiet eingehalten, allerdings beträgt die Gesamteinwohnerschaft nur etwa 200 Personen.
An der Eisenbahnstrecke zwischen Kalgoorlie (in Western Australia) und Port Augusta (in South Australia) (im Zug und in Cook (South Australia)) gilt die sogenannte „Train Time“: Westaustralische Zeit +60 Minuten, also UTC+9.

## Sommerzeit

Australische Zeitzonen im südlichen Sommer

Die Entscheidung, eine Sommerzeit einzuhalten oder nicht, obliegt den einzelnen Staaten und Territorien. Nur während des Ersten und Zweiten Weltkrieges wurde die Sommerzeit im ganzen Land durchgeführt. 1968 wurde sie wieder in Tasmanien eingeführt, andere südöstliche Staaten folgten diesem Beispiel. 
In New South Wales, dem Australian Capital Territory, Victoria, Tasmanien und South Australia wird sie jedes Jahr vom ersten Sonntag im Oktober bis zum ersten Sonntag im April eingehalten. Eine solche Vereinheitlichung wurde am 12. April 2007 beschlossen; vorher hatte die Sommerzeit im südlicher gelegenen Tasmanien früher begonnen.
Auf dem australischen Kontinent gibt es während dieser Periode fünf statt drei Zeitzonen. Die Zeit in South Australia wird zu UTC+10:30, genannt Central Summer Time (CST) oder Central Daylight Time (CDT) (auch mit dem Präfix „Australian“, ACST bzw. ACDT). Die Südoststaaten verwenden UTC+11 mit den Abkürzungen EST, EDT, AEST oder AEDT.
Als Folge davon gibt es in Australien drei Orte, an denen aufgrund des Aneinandergrenzens verschiedener Zeitzonen dreimal Neujahr gefeiert werden kann (von Ost nach West): Cameron Corner, Poeppel Corner und Surveyor Generals Corner.

### Debatten
In Queensland ist die öffentliche Meinung zum Thema „Sommerzeit“ gespalten, insbesondere im Grenzbereich zu New South Wales wird der Zeitunterschied zwischen den Staaten als störend empfunden. Einige Ferienresorts an der Grenze haben daher auch inoffiziell eine Sommerzeit eingeführt. Queensland und das Northern Territory haben die Sommerzeit nicht zuletzt deshalb nicht, weil der Unterschied in der Tageslänge sich bei geringerem Abstand zum Äquator immer weniger auswirkt.
Intensiv diskutiert wird die Frage auch in Western Australia, wo bereits vier Volksabstimmungen darüber abgehalten wurden (1975, 1984, 1992 und 2009), die stets nach probeweiser Einführung, zuletzt für drei Jahre, die mehrheitliche Ablehnung der Sommerzeit offenbarten; am deutlichsten 2009 mit 54,57 % Nein-Stimmen. (Western Australia hatte also 2006 bis 2009 ebenfalls Sommerzeit.)

### Besondere Anlässe
Anlässlich der Olympischen Spiele 2000 in Sydney wurde die Sommerzeit bereits am 27. August eingeführt, die einzige Ausnahme bildete South Australia, das den regulären Termin am 29. Oktober beibehielt.
Anlässlich der Commonwealth Games 2006 wurde das Ende der Sommerzeit auf den 26. April verschoben.

## Normen
Obwohl eine Orientierung an der Koordinierten Weltzeit (UTC) in der Praxis schon seit den 1990er Jahren eingehalten wird, war formell noch bis 2005 Greenwich Mean Time (GMT) der Bezugspunkt. Erst dann wurde der Bezug auf UTC auf Empfehlung des Australian National Measurement Institute von den Staaten und Territorien als Standard übernommen. Diese Änderung (die notwendig war, um kleinere Schwankungen der Erdrotation auszugleichen) trat am 1. September 2005 in Kraft.

## Nationale Zeitrahmen
Allerdings gibt es in einigen Zusammenhängen eine national einheitliche Zeit, vor allem in der Wirtschaft und besonders bei Börsengeschäften. Die Australische Börse in Sydney hat AEST als Orientierungspunkt, alle Termingeschäfte sind daher im Effekt auf diese Zeit bezogen.
In anderen Zusammenhängen wird auf die verschiedenen Zeitzonen Rücksicht genommen, etwa bei Wahlen, die in Western Australia bei Standardzeit zwei Stunden später enden als im Osten. Auch bei Eingaben an den Federal Court of Australia wird diese Zeitdifferenz berücksichtigt.

## Trivia
Da die Jahreszeiten gegenüber der Nordhalbkugel (Europa, Nordamerika) um ein halbes Jahr verschoben sind, ist auch der Beginn und das Ende der Sommerzeit um ein halbes Jahr verschoben. Im Nord-Winter herrscht in Mitteleuropa Normalzeit (UTC+1), in Australien herrscht aber Sommer und es gilt (in den entsprechenden Bundesstaaten und Territorien) Sommerzeit (z. B. in New South Wales: UTC+11). Das bedeutet eine Zeitverschiebung von zehn Stunden. Im Nord-Sommer, wenn dort Sommerzeit gilt (UTC+2) ist in Australien Winter und es gilt die Normalzeit (z. B. in New South Wales: UTC+10). Dies bedeutet eine Zeitdifferenz von nur acht Stunden. Das heißt, die Zeitverschiebung zwischen Mitteleuropa und Ost-Australien beträgt je nach Jahreszeit acht oder zehn Stunden. Es gibt auch zwei kurze Perioden (Ende März bis Anfang April (eine Woche) und Anfang bis Ende Oktober (vier Wochen)), in der die Zeitdifferenz neun Stunden beträgt, da in Australien nicht die gleichen (komplementären) Termine für Beginn und Ende der Sommerzeit wie in Europa eingehalten werden.